# Jovita Fuentes

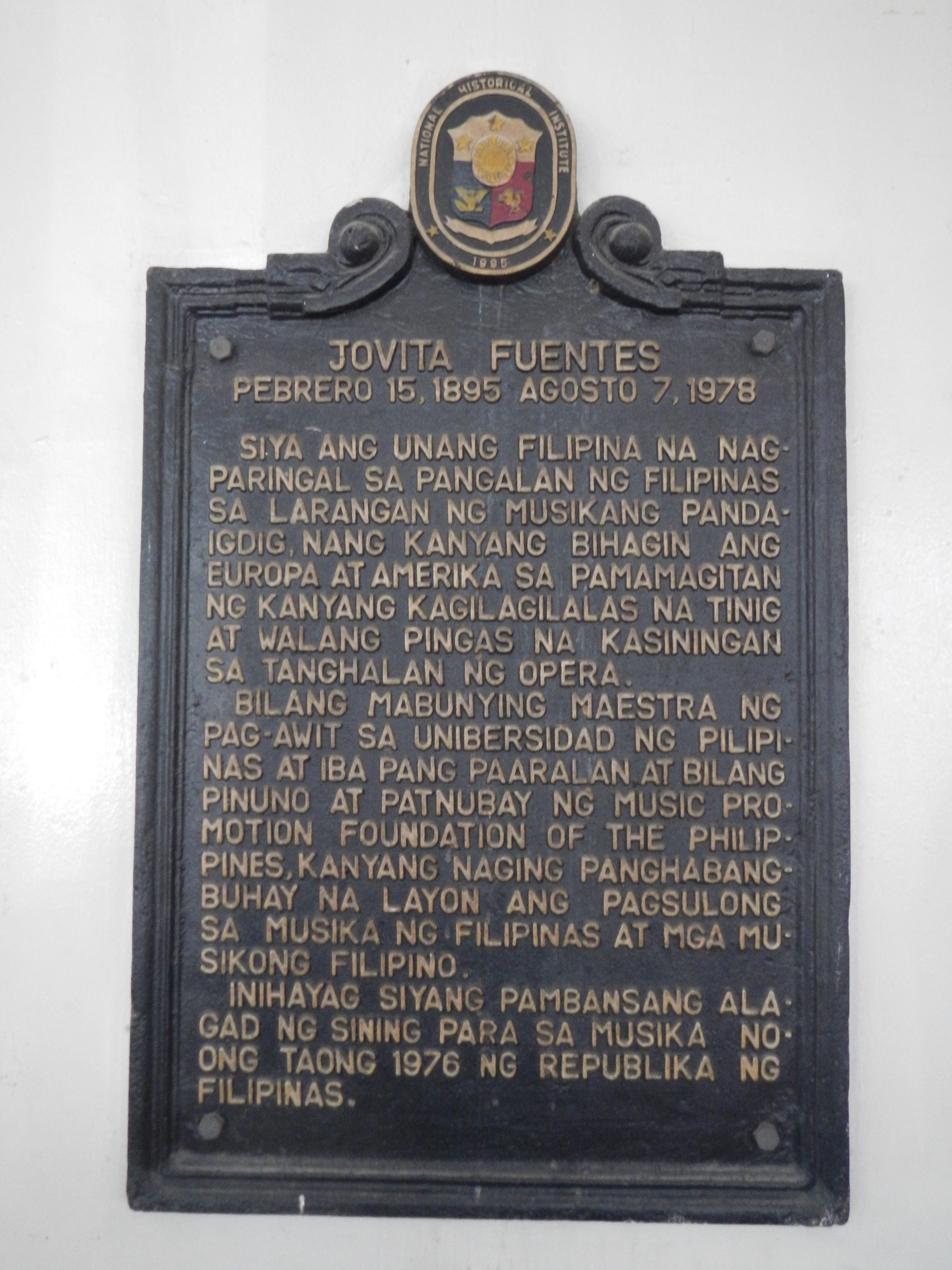

Jovita Fuentes (Capiz, 15 februari 1895 - 7 augustus 1978) was een Filipijns operazangeres en maakte in de jaren '20, tot '40 internationaal furore. De Maestra, zoals haar bijnaam luidde, werd in 1976 uitgeroepen tot nationaal kunstenaar van de Filipijnen.

## Biografie
Jovita Fuentes werd geboren op 15 februari 1895 in Capiz, tegenwoordige Roxas. Ze was het vijfde kind uit een gezin van twaalf van Canuto en Dolores Fuentes. Fuentes leerde pianospelen op haar vijfde en volgde onderwijs aan het Colegio de Santa Isabel in Manilla. Daar kreeg ze tevens zangles van de bekende Italiaanse zangeres Salvina Fornari. Daarna zong ze diverse concerten en was ze in 1914 solist in het symfonie concert van Asociacion de Periodistas. In 1917 gaf ze les aan de Conservatory of Music, maar na een jaar nam ze ontslag en gaf voortaan privéles. In 1924 vertrok ze naar Europa waar ze in Milaan zangles kreeg van Arturo Cadore, verbonden aan Teatro alla Scala. In Milaan maakte ze in april 1925 ook haar debuut als operazangeres, als Cio-Cio San in Madame Butterfly, van Giacomo Puccini. Haar optreden werd zeer goed ontvangen. De zes jaar daarop trad ze op in diverse grote Europese steden. Ze vertolkte onder meer de rollen van Liu Yu in Turandot, Mimi in La bohème (beide van Puccini), Iris in Iris van Pietro Mascagni, Salome in Salomé van Richard Strauss en prinses Yang Gui Fe in in Li Tai Pe.
Bij terugkeer in de Filipijnen in 1930 werd ze door duizenden landgenoten ontvangen. De overheid riep de dag van haar terugkomst uit tot nationale feestdag en Fuentes gaf een optreden in het Manila Grand Opera House. Kort daarop vertrok ze naar Hongkong, Shanghai en diverse Japanse steden voor optredens. Nadien zong enkele steden in de Verenigde Staten. Na de uitbraak van de Tweede Wereldoorlog keerde Fuentes terug naar de Filipijnen. Ze gaf er les aan het College of the Holy Spirit, het Santa Isabel College en Centro Escolar University. Ook was ze oprichter van de Jovita Fuentes Cultural Society, de Artists' Guild of the Philippines en was ze een van de belangrijkste lobbyisten voor de oprichting van de Music Promotion Foundation. Ze werd benoemd tot voorzitter van de Foundation en ontwikkelde in die hoedanigheid allerlei plannen om muziek in de Filipijnen te bevorderen. Ook produceerde ze met de Foundation de opera's Noli Me Tangere, Mapulang Bituin, Hänsel and Gretel, Mariang Makiling, Diego Silang, Madame Butterfly, L'amico Fritz, El Filibusterismo, Aida en Florante at Laura Ze was medeverantwoordelijk voor de opleiding van nieuwe Filipijnse operatalenten als Oscar Yatzo, Reynaldo Reyes en Carmencita Lozada.
Na haar actieve carrière als artiest bleef Fuentes actief in de Filipijnse muziekbranche. Ze was voorzitter en president van vele organisaties. Ook werd ze vele malen onderscheiden. Zo werd onder ander in 1958 door president Carlos Garcia onderscheiden met een Presidential Medal of Merit. In 1976 werd ze door president Ferdinand Marcos benoemd tot nationaal kunstenaar van de Filipijnen.
Fuentes overleed in 1978 op 73-jarige leeftijd. In hetzelfde jaar verscheen een biografie van de hand van Lilia H. Chung, genaamd: Jovita Fuentes: A Lifetime of Music.